# Arjan Smit (schaatser)
Arjan Smit (Rouveen, 28 april 1978) is een Nederlandse inline-skater en schaatser. Op 9 januari 2006 werd Smit in Den Haag Nederlands kampioen Marathonschaatsen. Vanaf 1999 t/m 2005 is hij bij het inline-skaten de Nationale Kampioen bij de A-rijders. 

## Palmares
1995
Winnaar van 3-daagse in Zandvoorde
2 zilveren medailles op EK junioren
1996
8e plaats op EK in Frankrijk
19e plaats op WK in Italië
1997
6e EK 10km puntenkoers
1998
12e EK in Frankrijk
1999
11e EK marathon
2000
6e EK 1500m
15e EK marathon
2001
7e EK 10km puntenkoers
9e WK 10km puntenkoers
10e WK Marathon 82km
2002
6e EK 10km puntenkoers
8e EK 20km afvalkoers
9e EK 1500mtr
1e int. 2daagse Tienen
2e WK 10km puntenkoers
9e WK 15km punten/afvalkoers
12e WK marathon
2003
3e EK puntenkoers 5km
10e EK afvalkoers 20km
6e EK marathon
Winnaar 2daagse Tienen
5e WK Marathon
2004
Winnaar marathon German Blade Challenge
2e EK 10km puntenkoers
7e EK 20km afvalkoers
2005
3e Marathon Hamburg
2e 10km puntenkoers Pro Olympic toernooi
3e Marathon Parijs